# Blaine (Wisconsin)
Blaine è un comune degli Stati Uniti, situato in Wisconsin, nella Contea di Burnett.